# Trolleybus-Museum Sandtoft

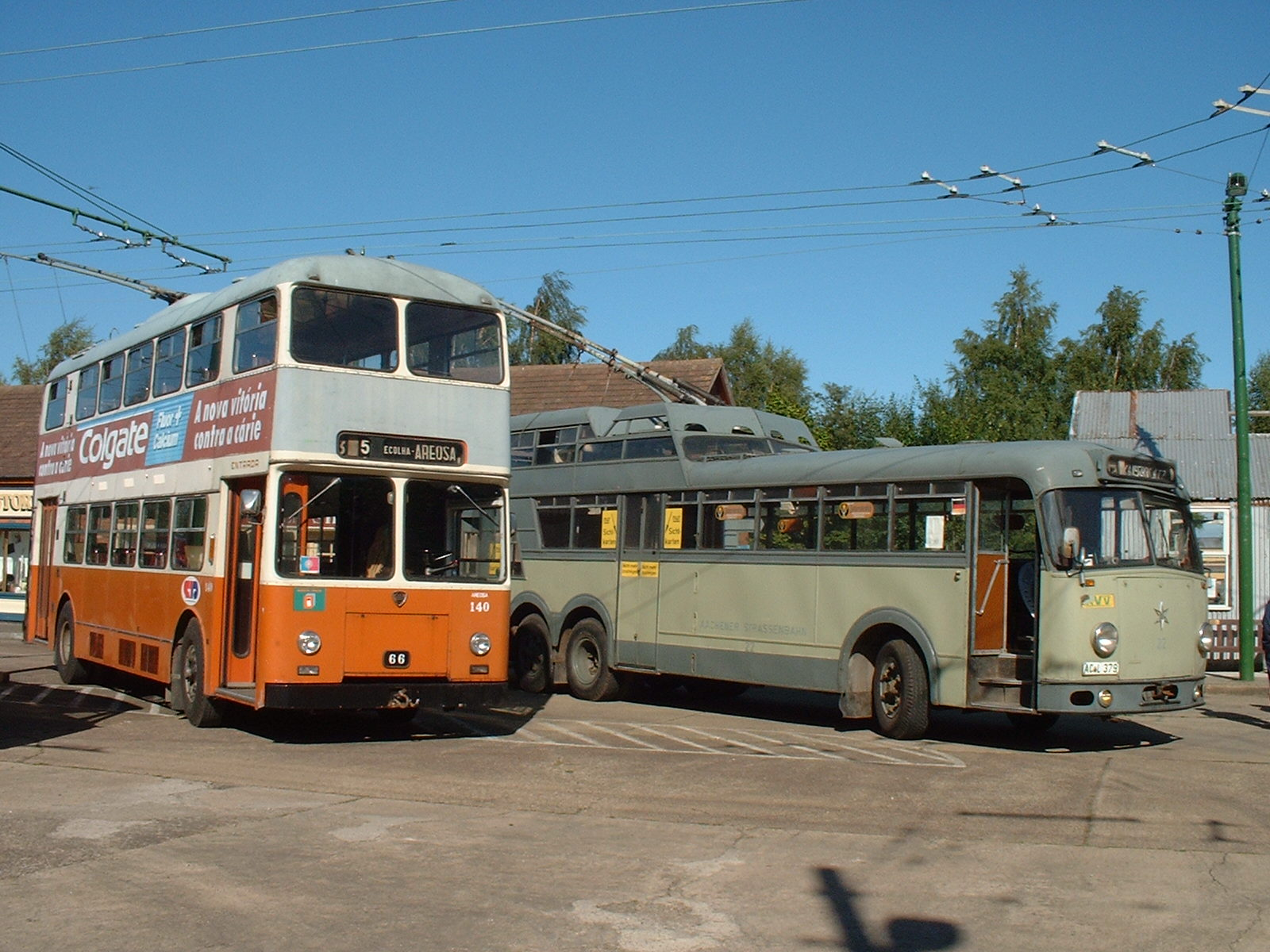
Zwei der ausländischen Obusse des Museums: Doppeldecker von Lancia aus Porto (links) und Anderthalbdecker vom Oberleitungsbus Aachen (rechts)

Das Trolleybus-Museum Sandtoft (englisch: The Trolleybus Museum at Sandtoft) ist ein im Jahre 1971 eröffnetes Verkehrsmuseum, das sich auf die Erhaltung von historischen Oberleitungsbussen (Trolleybussen) spezialisiert hat. Das Museum verfügt über eine Strecke mit zweipoliger Oberleitung, die einen Fahrbetrieb ermöglicht. Es liegt nahe bei der Stadt Sandtoft unweit von Belton auf der Isle of Axholme in der englischen Grafschaft Lincolnshire.

## Geschichte
Das Museum liegt zum großen Teil auf dem ehemaligen Areal des Militärflugplatzes Sandtoft, während des Zweiten Weltkriegs eine operative Basis des Bomber Command der Royal Air Force (RAF). Der Standort wurde im Jahre 1958 von der Armee aufgegeben und lag über zehn Jahre brach, bevor dieser im November 1969 für das Museum erworben werden konnte. Seitdem haben zahlreiche Freiwillige die Barackensiedlung in ein Verkehrsmuseum mit Werkstatt, Fahrzeughalle und Ausstellungs-Gebäude umgebaut. Von Beginn an war vorgesehen, die Fahrzeuge auch vor Ort einzusetzen. Die erste Veranstaltung war 1971 das Sandtoft Gathering (Sandtoft-Treffen), das bis heute jährlich stattfindet.

## Das Museum
Das Museum besitzt mit über 60 Exemplaren die größte Sammlung von erhaltenen historischen Oberleitungsbussen weltweit. Die meisten der ausgestellten Fahrzeuge sind fahrbereit, einige sind im Originalzustand, einige wurden bereits restauriert während andere noch auf ihre Reaktivierung warten. Während die Exponate vorrangig aus dem Vereinigten Königreich stammen, wird die Sammlung an Fahrzeugen aus anderen Ländern ständig vergrößert. Dazu wurden vom Museum weltweit Fahrzeuge angekauft, während über die Jahre zahlreiche Oberleitungsbus-Ausrüstungsgegenstände gespendet oder anderweitig zur Verfügung gestellt wurden. Außer Oberleitungsbussen und anderen Objekten mit Verkehrsbezug verfügt das Museum über eine Sammlung von Souvenirs aus den 1950er und 1960er Jahren. Zudem gibt es auf dem Gelände eine speziell angelegte Straßenszene aus den 1950er und 1960er Jahren mit voll eingerichteten Schaufenstern und Personal, während ein Bungalow, der früher als Souvenirladen genutzt wurde, jetzt zum Wohnraum ausgebaut wurde, um noch mehr kulturelle Ausstellungsstücke aus jener Zeit präsentieren zu können.
Ein besonderes Angebot des Museums ist es, an bestimmten Tagen im Jahr gegen Anmeldung und einer entsprechenden Einweisung ausgesuchte Oberleitungsbusse auch selbst fahren zu können. Das Museum ist nur an ausgewählten Tagen geöffnet.